# شهرستان نیکولاس (ویرجینیای غربی)
شهرستان نیکولاس، ویرجینیای غربی (به انگلیسی: Nicholas County, West Virginia) یک سکونتگاه مسکونی در ایالات متحده آمریکا است که در ویرجینیای غربی واقع شده‌است.

## خصوصیات
شهرستان نیکولاس ۱٬۶۹۳٫۸۶ کیلومترمربع مساحت دارد.